# Aeropuerto Eros
El Aeropuerto Eros o Aeropuerto de Windhoek Eros (IATA: ERS, OACI: FYWE) es un aeropuerto en Windhoek, Namibia. Es una importante base de aviación general y uno de los aeropuertos con más movimiento de la SADC. Eros alberga el tráfico commercial, privado, y regular desde aviones comerciales a las Cessna 152 de formación. 
El aeropuerto atiende aproximadamente de 150 a 200 operaciones al día (unas 50.000 al año). 
La mayoría de las operaciones proceden de aviación general del mercado charter, la mayoría con aviones Cessna 210, que es la aeronave más habitual para vuelos chárter y safaris en Namibia.
Eros es una alternativa a los tráficos en condiciones visuales al Aeropuerto Internacional de Windhoek. El mayor avión de pasajeros que ha aterrizado en Eros es el Boeing 737 tras no poder aterrizar en el Aeropuerto Internacional de Windhoek debido a los fuertes vientos cruzados y la cizalladura.
En 2004, el aeropuerto atendió a 141.605 pasajeros. 
En enero de 2008, una Cessna 210 se estrelló tras despegar matando al piloto y a los seis turistas a bordo. El accidente fue debido a un fallo del piloto, de acuerdo con el informe de la investigación.

## Estadísticas
Ver fuente y consulta Wikidata.